# RS-317
Pour les articles homonymes, voir Route 317.
La RS-317 est une route locale du Nord-Ouest de l'État du Rio Grande do Sul reliant la RS-585, depuis la municipalité d'Erval Seco, à la BR-468, sur la commune de Coronel Bicaco. Elle dessert les villes d'Erval Seco, Dois Irmãos das Missões, Redentora et Coronel Bicaço, et est longue de 51,200 km.